# ReBORN (尾崎亜美のアルバム)
『ReBORN』（リボーン）は、尾崎亜美のセルフカバー・アルバム。2009年4月29日発売。発売元はソニー・ミュージックダイレクト。規格品番はMHCL-20029（初回生産限定盤）。通常盤の規格品番はMHCL-1499。

## 概要
CD帯：シンガーソングライターとして プロデューサーとして活躍の尾崎亜美の初のセルフカバー・アルバム。
歌詞ブックレット冒頭には本アルバムに対する本人のコメント、歌詞のページには楽曲ごとのセルフライナーノーツが掲載されている。初回限定盤のCD規格は″高品質CD″とされるBlu-specCD仕様である。
同年7月25日には、赤坂BLITZを会場にアルバムと同タイトルのコンサート『ReBORN』が、さらに翌2010年2月22日、23日、28日に、クラブダイアモンドホール(名古屋市)・umeda AKASO(大阪市)・九段会館(東京都千代田区)の各会場で、『尾崎亜美ReBORNコンサート2010』が開催された。

## 収録曲
- 全曲作詞・作曲・編曲: 尾崎亜美（M-10のストリングス・アレンジは弦一徹）
(各楽曲演奏時間は本歌詞ブックレット記載の情報を参照。)

| #         | タイトル                           | 作詞  | 作曲・編曲 | 時間 |
| --------- | ---------------------------------- | ----- | ---------- | ---- |
| 1.        | 「冥想」                           |       |            | 4:26 |
| 2.        | 「マイ・ピュア・レディ」           |       |            | 3:55 |
| 3.        | 「春の予感 〜I've been mellow〜」  |       |            | 4:01 |
| 4.        | 「あなたの空を翔びたい」           |       |            | 4:04 |
| 5.        | 「FOR YOU」                        |       |            | 3:29 |
| 6.        | 「天使のウィンク」                 |       |            | 3:38 |
| 7.        | 「ボーイの季節」(from Jewel Songs) |       |            | 5:12 |
| 8.        | 「曇りのち晴れ」                   |       |            | 3:12 |
| 9.        | 「Southern Cross」                 |       |            | 4:13 |
| 10.       | 「オリビアを聴きながら」           |       |            | 5:35 |
| 11.       | 「手をつないでいて」               |       |            | 4:04 |
| 12.       | 「Romantic Cruise」                |       |            | 4:24 |
| 合計時間: | 合計時間:                          | 50:38 |            |      |